# Low Plains
Die Low Plains (deutsch Niedere Flachländer) sind eine von fünf geographischen Zonen in Ghana.
Neben den Low Plains sind dies noch das Hochland von Aschanti, Akwapim-Togo-Kette, Volta-Becken und High Plains.
Der Hauptteil der Low Plains, auch Akanebene genannt, reicht auf einer Höhe zwischen 100 und 200 Metern direkt im Anschluss an die tieferliegende Küstenebene von der Hauptstadt Accra nach Westen bis an die Grenze zur Elfenbeinküste. Die Low Plains reichen damit von der Küste bis zur Kwisa-Stufe, den Übergang zum Aschanti-Hochland und werden vom zweitgrößten Flusssystem Ghanas, dem Pra mit seinen Nebenflüssen durchflossen. Neben dem Pra-System durchfließen noch Bia, Tamo, Densu und Ankobra die Low Plains.
Das Land ist gekennzeichnet durch seine weiten Täler, die sich lediglich vereinzelt um kleinere Erhebungen (bis zu 300 Meter ü. d. M.) in der Landschaft und selten um kleine Berge (bis zu einer Höhe von 600 Metern) schließen. Grundsätzlich ist das Land ein Wechsel zwischen Gras- und Buschlandschaft sowie offenem regengrünen Wald. Die Küstenebene ist eine Unterlandschaft zumeist nur ca. acht Kilometer breite typische Buschsavanne der Low Plains und durch sehr flaches Land mit vielfältigen Palmenbeständen und weiten Sandstränden in Lagunen bezeichnet. Hier befinden sich auch die Meerwasserentsalzungsanlagen Ghanas. Vielfach sind in der Küstenebene auch Mangrovenwälder und Bambusflächen zu finden.
Die Low Plains umfassen von Accra bis Takoradi einen schmalen Küstenstreifen, der lediglich mit offener Grassavanne bewachsen ist. Mit durchschnittlichen Niederschlagsmengen zwischen 1500 mm und 2100 mm ist die südwestliche Ecke der Low Plains die regenreichste in ganz Ghana. Hier ist auch der tropische Regenwald am üppigsten ausgeprägt, der hier in der Form des immergrünen Regenwaldes vorkommt.